# Довгун Олег Васильович

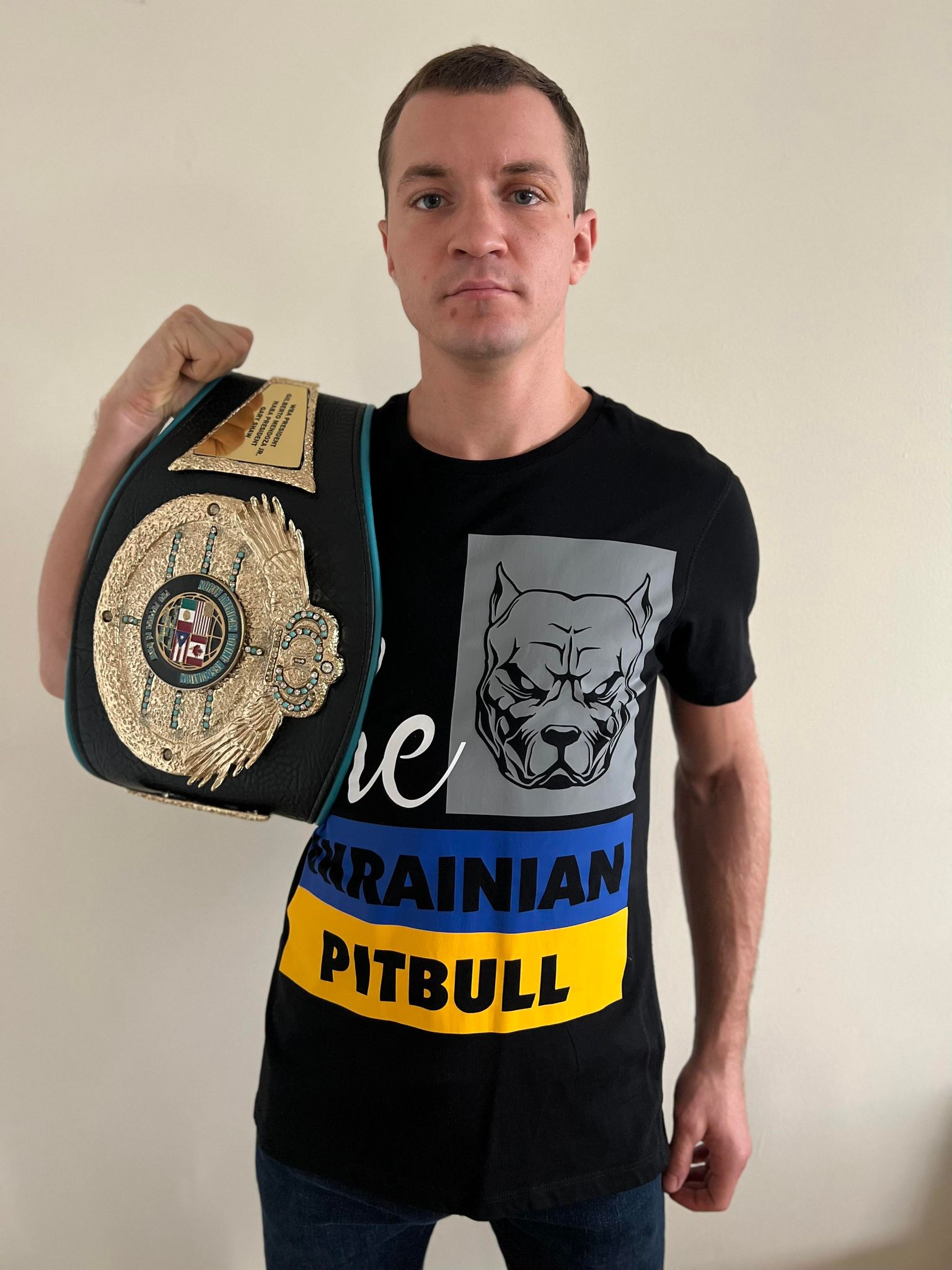
особисте фото боксера Олега Довгуна

Довгун Олег Васильович  (22 березня 1994, Стебник, Україна) — український професійний боксер  у другій легшій вазі (до 55,3кг), чемпіон WBA NABA, другий номер в рейтингу WBA, ABF USA і ABF continental America, член збірної України, майстер спорту України міжнародного класу, багато разовий чемпіон та призер  України, представляв Україну на відбірному турнірі до Олімпійських ігор 2016 APB and WSB Olimpic Qualifier, член 5 і 6 сезону WSB «Українські отамани».

## Життєпис
Народився та виріс в місті Стебник, що на Львівщині. Виховувався в християнській сім'ї. Батько Василь, мати Любов, брат Степан. У 2011р закінчив стебницьку школу № 7, в 2016 закінчив львівське училище фізичної культури, та поступив у Львівський державний університет фізичної культури. Боксом захопився коли йому було 10 років і почав займатись під керівництвом першого тренера Стахнів Михайла Івановича у своєму місті. Коли Олегу виповнилось 18 років почав тренуватись у заслуженого тренера України Семенишин Романа Степановича та в 23 роки переїхав в Сполучені Штати Америки, де почав професійну кар'єру під керівництвом Michael McSorley і продовжує до цих пір.

## Аматорська кар'єра
У 2007 році виграв чемпіонат України м. Керч.
Перше серйозне досягнення Олег здобув у 2008 році в м. Харків на Чемпіонаті України серед школярів, посівши перше місце та в цьому ж році став членом національної збірної України.
Став чемпіоном України у 2009р здобувши право їхати на чемпіонат світу у Вірменію, та у зв‘язку зі здоров‘ям не зміг поїхати.
У 2010 році посів перше місце на чемпіонаті України та в тому ж році був учасником чемпіонату Європи.
Став другим на чемпіонаті України у 2012 році.
У 2013 році виграв турнір класу А.
Став третім на чемпіонаті України в м. Київ в 2014 році.
У 2015 році виграв кубок України.
У 2016 році був учасником Всесвітньої серії боксу в команді Українські Отамани, де здобув одну перемогу. Тим самим виборов право на відбір до Олімпіади в Ріо-де-Женейро 2016.
Загалом провів близько 347 аматорських поєдинків.

## Професійна кар'єра
Професійну боксерську кар'єру розпочав в Сполучених Штатах Америки, де провів свій дебютний поєдинок 26 травня 2017р в штаті Північна Кароліна і отримав перемогу в другому раунді ТКО. В тому ж році здобув ще три перемоги.
У 2018 році провів три поєдинки, здобув перемогу.
У 2019 році рекорд Олега становив 7-0 після чого він отримав можливість провести поєдинок за пояс American Boxing Federation USA, ще з одним непереможним боксером Daron Williams, де Олег домінував весь поєдинок і в другому раунді відправив суперника в нокдаун, здобувши перемогу одноголосним рішенням суддів.
У липні цього ж року Олег провів поєдинок за пояс ABF Continental Americas з Vincent Jennings де здобув перемогу. Після цього боксер провів ще три поєдинки, в яких переміг.
13 листопада 2021 Олег провів найважливіший 10-ти раундовий поєдинок у своїй кар‘єрі за титут WBA NABA проти суперника Glenn Dezurn. Всі 10 раундів Олег домінував і здобув перемогу одноголосним рішенням суддів 100-90. Тим самим гарантував собі місце в топ 15 WBA
18 березня 2022 в Нью Йорку Довгун  захистив пояс WBA NABA
На даний момент займає четверту позицію у світі по версії WBA

## Цікаві факти
Крім боксу Олег захоплюється грою в шахи, футболом і більярдом. Улюблений фільм «Крихітка на 1000000$» Улюблений боксер Manny Pacquiao.

## Родина
Одружився в 2020 році, разом з дружиною Русланою проживає в США, штат Пенсильванія.